# 연동중학교
연동중학교(燕東中學校)는 대한민국 세종특별자치시 연동면 내판리에 있는 공립 중학교이다.

## 학교 연혁
- 1969년 10월 14일 : 연동중학교 설립 인가
- 1970년 3월 6일 : 개교식 및 신입생 입학식(148명)
- 1971년 12월 30일 : 학급증설 인가 (12학급)
- 2002년 3월 1일 : 편성 학급 감소(3학급)
- 2019년 1월 9일 : 제47회 졸업식(11명, 총 5,051명)
- 2019년 3월 1일 : 제22대 김용석 교장 부임
- 2019년 3월 4일 : 제50회 입학식(신입생 13명)
- 2023년 3월 2일 : 제54회 입학식(신입생 11명)

## 참고 자료
- 연동중학교 - 한국교육학술정보원 학교알리미